# Eurylophella doris
Eurylophella doris är en dagsländeart som först beskrevs av Jay R. Traver 1934.  Eurylophella doris ingår i släktet Eurylophella och familjen mossdagsländor. Inga underarter finns listade i Catalogue of Life.